# Sylvia Stave

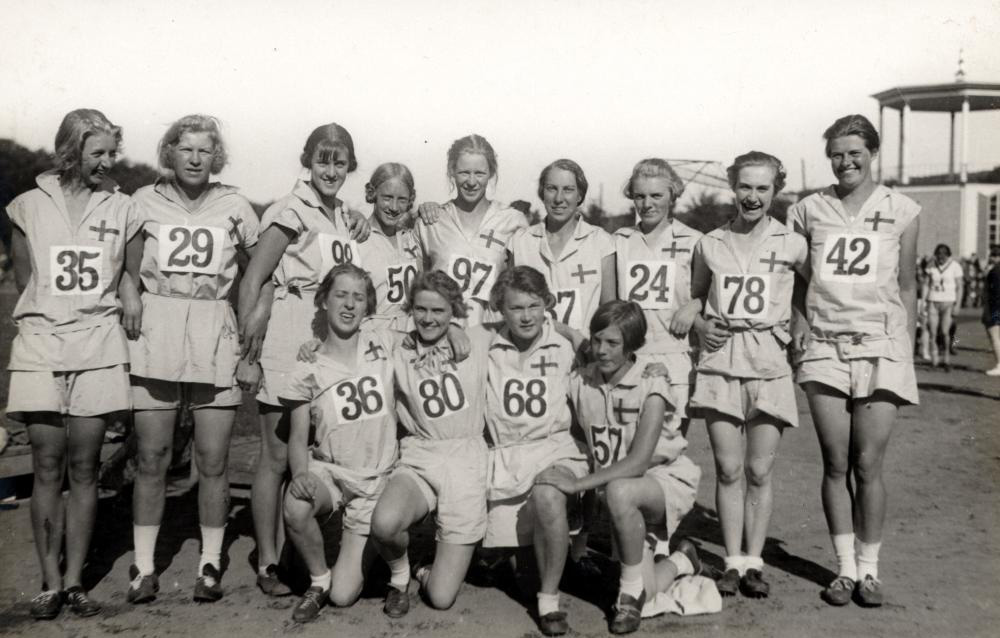
Sylvia Stave (nr 78) 2:a fr hö stående, 1926

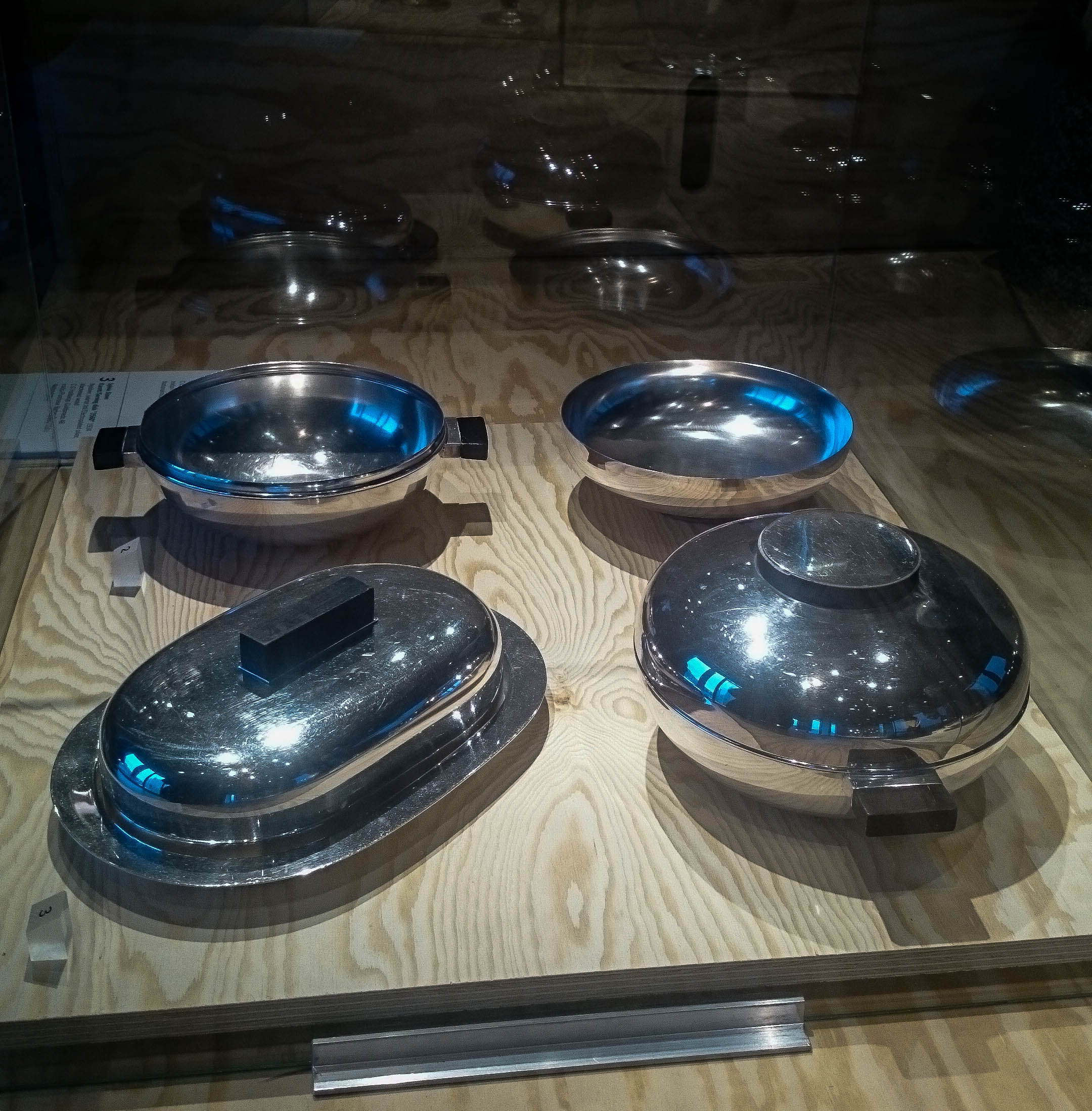
Karotter i nysilver och svärtat trä ur serierna 3543 och 3560, design Sylvia Stave för C. G. Hallbergs Guldsmedsaktiebolag 1934. Bild från Nationalmuseums utställning Kvinnliga pionjärer – Svensk form under mellankrigstiden 2015–2016.

Sylvia Rosa Agneta "Trojka" Stave (född Stave-Gadd, gift de Vries och senare Agid), född 25 maj 1908 i Växjö, död 28 oktober 1994 i Paris i Frankrike, var en svensk silversmed, tecknare och formgivare.
Stave gjorde sig under 1930- och 1940-talen sig känd som en skicklig formgivare och var 1931–1939 konstnärlig ledare för C. G. Hallbergs Guldsmedsaktiebolag Stockholm.  
Hennes produktion var inriktad mot minimalistiska, materialmässigt exklusiva bruksföremål i avantgardistisk design och väckte uppmärksamhet både i Sverige och internationellt innan hon i slutet av 1930-talet abrupt avslutade sin karriär. Efter att ha varit i stort sett bortglömd under ett halvsekel återupptäcktes på 1980-talet Sylvia Stave som formgivare, bland annat efter att den italienska designfirman Alessi tagit en av hennes kannor i nyproduktion.

## Biografi
Sylvia Stave föddes i ett utomäktenskapligt förhållande som Gadd i Växjö där hon först bodde hos en fosterfamilj. Senare flyttade hon till sin mor i Falkenberg. I Falkenberg började hon intressera sig för friidrott. 
1926 deltog Stave i den andra internationella Damolympiaden II. Internationella kvinnliga idrottsspelen i Göteborg. Under idrottspelen tävlade hon i löpning 60 meter och häcklöpning men blev utslagen under kvaltävlingarna. Stave slutade på en fjärdeplats i Stafettlöpning 4 x 110 yards (med Sylvia Stave som förste löpare, Vera Jacobsson, Märta Johansson och Asta Plathino).
Kring 1929 flyttade Stave till Stockholm där hon började studera konst och design.
Stave gifte sig två gånger, första gången 1937 med bergsingenjören Tjomme de Vries och andra gången 1940 med läkaren René Agid. Efter sitt andra giftermål bosatte hon sig i Toulouse i Frankrike. Sylvia Stave avled i Paris 1994.

## Verksamhet som formgivare
Sylvia Stave utbildade sig vid Högre konstindustriella skolan vid Tekniska skolan i Stockholm (senare Konstfack) 1929–1930 och började redan under studietiden producera föremål för C. G. Hallberg. 1931 tillträdde hon som konstnärlig ledare för verksamheten, en post hon innehade fram till 1939. Hon gjorde sig under 1930- och 1940-talet känd som en skicklig formgivare och komponerade förutom standardföremål även konstinriktade silverföremål som visades vid olika utställningar. 
Vid C. G. Hallberg formgav hon en riklig produktion av bruksföremål i en funktionalistisk, geometrisk och sparsmakat dekorerad stil med tydlig inspiration från Bauhaus. Med föremål avsedda för en exklusiv, formmedveten publik översatte hon funktionalismens industriella stil till en hantverksmässig elegans. De vanligaste materialen var rostfritt stål, tenn, silver och nysilver med detaljer i trä och flätad rotting. Bland annat formgav hon karotter, vatten- och kaffekannor och cocktailshakers.
Sylvia Staves verk visades 1933 i NK:s ljusgård, vid utställningen Bostad och Bohag på Liljevalchs konsthall 1934, och vid utställningen Nyttokonst på Nationalmuseum 1937. Utanför Sveriges gränser deltog hon på utställningar i Chicago 1933, Leipzig 1934–1935 och på Världsutställningen i Paris 1937. Efter utställningen i Paris sökte hon och började studera vid Ecole des Beaux-Arts, där hon producerade en sista uppsättning produkter för C.G. Hallberg 1939. För Stockholmsutställningen 1930 formgav hon en silverdosa med svart emalj som köptes av Nationalmuseum. 
Med undantag för en sista serie ritningar för C. G. Hallberg 1944–1945 slutade Sylvia Stave formge metallföremål efter 30-talets slut. Därefter verkade hon som tecknare och gjorde bland annat illustrationer till Gallie Hoffmanns Nygift i Rom 1937 och nyutgåvan av Gunnel Vallquists Dagbok från Rom 1964. 
Sedan slutet av 1980-talet har intresset för Sylvia Stave som formgivare ökat internationellt, bland annat efter att en av hennes cocktailshakers tagits i nyproduktion av den italienska designfirman Alessi. Stave var då i princip helt bortglömd i samlarkretsar och Alessis shaker attribuerades felaktigt till Bauhauspionjären Marianne Brandt till en början. Nationalmuseum köpte 2007 in en kanna av Stave och kompletterade 2013 med ytterligare 40 föremål. 2015–2016 visades ett urval föremål på utställningen Kvinnliga pionjärer – Svensk form under mellankrigstiden på Läckö Slott och Kulturhuset.